# Liste der Bodendenkmale in Mechtersen
In der Liste der Bodendenkmale in Mechtersen sind alle Bodendenkmale der niedersächsischen Gemeinde Mechtersen aufgelistet. Die Quelle ist der Denkmalatlas Niedersachsen. Der Stand der Liste ist der 27. September 2024.

## Allgemein
In den Spalten finden sich folgende Informationen des Bodendenkmales :
- Lage        : geographische Koordinaten
- Bezeichnung : Bezeichnung lt. Denkmalatlas
- Beschreibung: Beschreibung lt. Denkmalatlas
- ID          : Objekt-ID
- Bild        : Bild, ggf. zusätzlich mit Link zu weiteren Fotos im Medienarchiv Wikimedia Commons.

## Mechtersen
| Lage                         | Bezeichnung               | Beschreibung | ID       | Bild |
| ---------------------------- | ------------------------- | --- | -------- | ---- |
| 53° 16′ 31″ N, 10° 18′ 14″ O | Mechtersen 1, Grabhügel   | Fast rund, Dm. 16 m; H. 1,2 m. Rand auslaufend, in der Kuppe eine Mulde. Nord-Rand angeschnitten. Oberfläche gestört. | 28932767 | BW   |
| 53° 16′ 30″ N, 10° 18′ 15″ O | Mechtersen 2, Grabhügel   | Fast rund, Dm. 15 m; H. 1,1 m. Rand auslaufend. Alte, zentrale Eingrabung. Oberfläche gestört. Zaun in Richtung Nordost-Südwest.                                                                                            | 28932769 | BW   |
| 53° 16′ 26″ N, 10° 18′ 30″ O | Mechtersen 4, Grabhügel   | Oval, N-S orientiert, L. 8 m, Br. 5 m und H. 0,3 m. Rand läuft flach aus. Oberfläche gestört. Eine Fahrspur in O-W-Richtung.                                                                                                | 28932771 | BW   |
| 53° 16′ 33″ N, 10° 17′ 50″ O | Mechtersen 5, Grabhügel   | Fast rund, Dm. 16,5 m; H. 1,2 m. Ost-Rand durch Weg angeschnitten. Je zwei Findlinge im Zentrum und im Südost-Bereich, ein weiterer am Nord-Rand deponiert.                                                                 | 28932773 | BW   |
| 53° 16′ 30″ N, 10° 17′ 47″ O | Mechtersen 7, Grabhügel   | Oval, Ost-West orientiert, L. 12,5 m; Br. 9,5 m; H. 0,8 m. Zentrale Eingrabung, Dm. 1,5 m. | 28932775 | BW   |
| 53° 16′ 30″ N, 10° 17′ 46″ O | Mechtersen 8, Grabhügel   | Fast rund, Dm. 20 m; H. 1,5 m. Rand abgesetzt. Die Oberfläche und Hügelkuppe durch kleine Abgrabungen gestört. | 28932777 | BW   |
| 53° 16′ 30″ N, 10° 17′ 45″ O | Mechtersen 9, Grabhügel   | Fast rund, Dm. 16,5 m, H. 1,3 m. Zentrale quadratische Eingrabung. Rand auslaufend, Oberfläche gestört. Nordnordwest-Rand abgegraben.                                                                                       | 28932872 | BW   |
| 53° 16′ 25″ N, 10° 17′ 28″ O | Mechtersen 10, Grabhügel  | Fast rund, Dm. 19,5 m; H. 1,4 m. Rand auslaufend. | 28932874 | BW   |
| 53° 16′ 28″ N, 10° 17′ 20″ O | Mechtersen 11, Grabhügel  | Fast rund, Dm. 22 m; H. 1,4 m. Rand auslaufend. Von Pflanzfurchen in Nord-Süd Richtung überzogen. | 28932876 | BW   |
| 53° 16′ 29″ N, 10° 17′ 3″ O  | Mechtersen 12, Grabhügel  | Fast rund, Dm. 17 m; H. 1,1 m. Oberfläche durch Mulden gestört. Rand auslaufend, Kuppe abgeflacht. | 28932878 | BW   |
| 53° 16′ 29″ N, 10° 16′ 58″ O | Mechtersen 13, Grabhügel  | Ehemals rund, Dm. 20 m; H. noch 1,4 m. Ost-Teil zu mehr als einem Drittel abgetragen, deshalb heute oval. Auf der Kuppe eine kleine, 0,5 m tiefe Eingrabung.                                                                | 28932880 | BW   |
| 53° 16′ 25″ N, 10° 16′ 58″ O | Mechtersen 14, Grabhügel  | Fast rund, Dm. 19 m; H. 1,3 m. Kuppe abgeflacht, Rand schwach abgesetzt. Nord-Rand angeschnitten. Kuppe leicht nach Osten geneigt. Am West-Rand Granitsteine abgelagert.                                                    | 28932882 | BW   |
| 53° 16′ 19″ N, 10° 16′ 21″ O | Mechtersen 15, Grabhügel  | Rund, Dm. 19,5 m; H. 1,8 m. Kuppe abgeflacht, Rand abgesetzt. Einige kleine Mulden sichtbar. Ein loser, ausgegrabener TP Stein.                                                                                             | 28932884 | BW   |
| 53° 16′ 18″ N, 10° 16′ 21″ O | Mechtersen 16, Grabhügel  | Oval, Nordwest-Südost orientiert, L. 21 m; Br. 18 m; H. 0,7 m. Rand auslaufend. Am Nord-Rand eine Einkuhlung. Von in Nordwest-Südost-Richtung verlaufenden Pflanzfurchen überzogen.                                         | 28932886 | BW   |
| 53° 16′ 27″ N, 10° 18′ 32″ O | Mechtersen 19, Grabhügel  | Fast rund, Durchmesser 5 m und Höhe 0,25 m. Rand auslaufend und dort Tiergänge. | 28932890 | BW   |
| 53° 15′ 43″ N, 10° 16′ 28″ O | Mechtersen 21, Wegespuren | Zwischen Dachtmissen und Einemhof, überwiegend südlich der alten Poststraße auf einer Fläche von ca. 900 m L. und ca. 550 m Br. bis zu 40 parallele Wegespuren, überwiegend in westnordwestlicher-ostsüdöstlicher Richtung. | 28932892 | BW   |